# Dolná Trnávka
Dolná Trnávka é um município da Eslováquia, situado no distrito de Žiar nad Hronom, na região de Banská Bystrica. Tem 2,85 km² de área e sua população em 2018 foi estimada em 339 habitantes.

## Demografia
| Ano:        | 1994 | 2004   | 2014   | 2024   |
| ----------- | ---- | ------ | ------ | ------ |
| Broj ljudi: | 346  | 366    | 340    | 356    |
| Razlika:    |      | +5,78% | -7,10% | +4,70% |

| Ano:               | 2023 | 2024   |
| ------------------ | ---- | ------ |
| Número de pessoas: | 354  | 356    |
| Diferença:         |      | +0,56% |